# 1957-es Formula–1 argentin nagydíj
Az 1957-es Formula–1-es világbajnokság szezonnyitó futama az argentin nagydíj volt.

## Futam
Juan Manuel Fangio bajnoki címe után elhagyta a Ferrarit és a Maseratihoz igazolt. Mike Hawthorn visszatért a Ferrarihoz, ahol Peter Collins és Eugenio Castellotti csapattársa lett.
Az évadnyitó argentin nagydíjra csak a Ferrari és a Maserati küldte el autóit. Stirling Moss ezen a versenyen még a Maseratival indult, mielőtt átigazolt a Vanwallhoz. A brit győzött az időmérő edzésen, Fangio és Jean Behra előtt. Castellotti a Lancia-Ferrarival volt az egyetlen az első sorban, aki nem Maseratival indult.
A rajtnál Behra szerezte meg a vezetést Fangio előtt, Moss autója megsérült, ezért az első kör végén kiállt a boxba hosszú javításra. Eközben Castellottié lett a vezetést, de Behra visszaelőzte. Hamarosan Collins állt az élre, de rövid idő múlva kuplunghiba kiállt a boxba. Ezután ismét Behra vezetett, de Fangio később az élre állt. Castellotti megpördült, ezért elveszítette harmadik helyezését. Ezután mindkét Ferrari: Hawthorn és Musso is kuplunghiba miatt kiesett. Castelloti maradt a Maseratik egyetlen üldözője, de kereke leszakadása miatt ő is feladta  a versenyt. Az élen Fangio és Behra harcolt a győzelemért, végül az argentint intették le elsőként. Carlos Menditéguy harmadik, és Harry Schell negyedik helyével az első négy helyet a Maserati szerezte meg. Moss a leggyorsabb kört autózva egy pontot szerzett.
|    | Rsz. | Versenyző                                       | Csapat   | Körök | Idő/Kiesések | Rajthely | Pontok |
| -- | ---- | ----------------------------------------------- | -------- | ----- | ------------ | -------- | ------ |
| 1  | 2    | Juan Manuel Fangio                              | Maserati | 100   | 3:00'55,9    | 2        | 8      |
| 2  | 6    | Jean Behra                                      | Maserati | 100   | +18,3        | 3        | 6      |
| 3  | 8    | Carlos Menditéguy                               | Maserati | 99    | +1 kör       | 8        | 4      |
| 4  | 22   | Harry Schell                                    | Maserati | 98    | +2 kör       | 9        | 3      |
| 5  | 20   | Alfonso de Portago José Froilán González        | Ferrari  | 98    | +2 kör       | 10       | 1      |
| 6  | 18   | Cesare Perdisa Peter Collins Wolfgang von Trips | Ferrari  | 98    | +2 kör       | 11       |        |
| 7  | 24   | Jo Bonnier                                      | Maserati | 95    | +5 kör       | 13       |        |
| 8  | 4    | Stirling Moss                                   | Maserati | 93    | +7 kör       | 1        | 1      |
| 9  | 26   | Alessandro de Tomaso                            | Ferrari  | 91    | +9 kör       | 12       |        |
| 10 | 28   | Luigi Piotti                                    | Maserati | 90    | +10 kör      | 14       |        |
| Ki | 14   | Eugenio Castellotti                             | Ferrari  | 75    | Kerék        | 4        |        |
| Ki | 16   | Mike Hawthorn                                   | Ferrari  | 35    | Kuplung      | 7        |        |
| Ki | 12   | Luigi Musso                                     | Ferrari  | 31    | Kuplung      | 6        |        |
| Ki | 10   | Peter Collins                                   | Ferrari  | 26    | Kuplung      | 5        |        |

## Statisztikák
Juan Manuel Fangio 21. győzelme (R), Stirling Moss 3. pole-pozíciója, 7. leggyorsabb köre.
- Maserati 6. győzelme

Vezető helyen:
- Jean Behra: 8 kör (1-2/9-12/81/84)
- Eugenio Castellotti: 6 kör (3-8)
- Peter Collins: 13 kör (13-25)
- Juan Manuel Fangio: 73 kör (26-80/82-83/85-100)

Eugenio Castellotti és Cesare Perdisa utolsó versenye.